# Municipio de West Sadsbury
El municipio de West Sadsbury (en inglés: West Sadsbury Township) es un municipio ubicado en el condado de Chester en el estado estadounidense de Pensilvania. En el año 2000 tenía una población de 2444 habitantes y una densidad poblacional de 88,5 personas por km².

## Geografía
El municipio de West Sadsbury se encuentra ubicado en las coordenadas 40°00′06″N 75°56′48″O / 40.00167, -75.94667.

## Demografía
Según la Oficina del Censo en 2000 los ingresos medios por hogar en la localidad eran de $52 031 y los ingresos medios por familia eran de $60 909. Los hombres tenían unos ingresos medios de $40 765 frente a los $25 966 para las mujeres. La renta per cápita de la localidad era de $19 839. Alrededor del 7,2% de la población estaba por debajo del umbral de pobreza.